# Vết mưa
"Vết mưa" là một bài hát do nữ ca sĩ người Việt Vũ Cát Tường sáng tác và trình bày. Bài hát phát hành làm đĩa đơn trực tuyến vào tháng 9 năm 2013 trước khi xuất hiện trong album phòng thu đầu tay Giải mã (album) (2014). Lấy bối cảnh từ một trải nghiệm có thật của tác giả, bài hát được cô mô tả như là "vết thương lòng trong mưa".
"Vết mưa" nhận phản hồi tích cực bởi các nhà phê bình âm nhạc, gọi đây là "một trong những ca khúc in đậm dấu ấn sáng tác của Vũ Cát Tường". Bài hát giành đề cử tại Giải Cống hiến lần thứ 9 trong hạng mục "Bài hát của năm" và trong mùa giải Làn Sóng Xanh 2014 cho "Đĩa đơn của năm". Bài hát còn có 4 tuần dẫn đầu bảng xếp hạng Bài hát yêu thích và thắng giải "Bài hát yêu thích nhất tháng 1" vào năm 2014.
Tác giả trình bày bài hát này tại nhiều sự kiện âm nhạc và được nhiều nghệ sĩ khác trình bày lại. Nhật Thủy chọn trình diễn đơn ca "Vết mưa" khi còn là thí sinh trong chương trình Thần tượng âm nhạc Việt Nam, mùa thứ 5 và sau đó song ca lại bài hát này cùng Vũ Cát Tường trong album phòng thu đầu tay Tỉnh giấc (2015).

## Bối cảnh phát hành
Vũ Cát Tường sớm định ra hướng đi riêng trong âm nhạc, sở hữu hơn 10 ca khúc dù chỉ bắt đầu viết nhạc được chừng một năm. Trong khi nhiều sáng tác của Vũ Cát Tường được ca sĩ mua độc quyền, cô giữ lại cho mình 4 bài và một trong số đó là "Vết mưa". Sau khi xem một tập phát sóng của Giọng hát Việt mùa đầu tiên, cô tìm đến trường dạy nhạc của nhạc sĩ Thanh Bùi và dần phát triển khả năng sáng tác lẫn cá tính âm nhạc. Kết thúc học phần, với đề bài là một hợp âm theo quy định, Vũ Cát Tường ghi dấu khả năng sáng tác với bài hát "Đông", đủ hấp dẫn để giám đốc âm nhạc Phương Uyên chọn lựa cho thí sinh Trúc Nhân trình bày trong chương trình Giọng hát Việt.
Lúc đang là sinh viên của Đại học Quốc tế Thành phố Hồ Chí Minh, Vũ Cát Tường tham gia Giọng hát Việt mùa thứ 2 trong một tập chương trình phát sóng đêm 9 tháng 6 năm 2013. Bằng việc thể hiện lại ca khúc "Đông", cô lọt vào vòng trong với đội của giám khảo Đàm Vĩnh Hưng. Màn trình diễn được mô tả "tạo được sự chú ý của khán giả lẫn truyền thông", với "giọng hát lạ và cá tính. Những nốt trầm đến cao, những đoạn gằn giọng đến luyến láy được cô thể hiện riêng biệt". Sau khi dừng bước trước đối thủ Nguyễn Song Tú ở "Vòng Đối Đầu", cô được giám khảo Hồng Nhung chiêu mộ và giữ về đội mình. "Vết mưa" phát hành dưới dạng đĩa đơn vào tháng 9 năm 2013, không lâu trước khi cô đạt ngôi Á quân trong cuộc thi vào đêm 15 tháng 12 cùng năm. Bài hát tiếp tục xuất hiện trong đĩa đơn "Yêu xa" phát hành vào ngày 20 tháng 6 năm 2014 và album phòng thu đầu tay Giải mã của Vũ Cát Tường, phát hành vào ngày 23 tháng 12 năm 2014.

## Sáng tác và tiếp nhận
"Vết mưa" là một sáng tác R&B, pop của chính Vũ Cát Tường, với độ dài 3 phút 31 giây. Ca từ bài hát mô tả một trải nghiệm có thật của tác giả, khi nhìn thấy "một chàng trai lặng lẽ trong cơn mưa tầm tã dưới hiên nhà bạn gái sau một nụ hôn", được mô tả qua góc nhìn của Vũ Cát Tường như là "vết thương lòng trong mưa".
Từ khi phát hành, bài hát nhận nhiều sự quan tâm từ cộng đồng người yêu nhạc và được các nhà phê bình đánh giá tích cực. Tác giả Nam Giang gọi đây là "một trong những ca khúc in đậm dấu ấn sáng tác của Vũ Cát Tường: mạnh mẽ nhưng sâu lắng và giàu cảm xúc", cho rằng "ca từ giàu cảm xúc cùng giai điệu xót xa, giằng xé" của bài hát "khiến mỗi câu hát đều có sức ám ảnh mạnh mẽ với người nghe". Tác giả Nguyên Minh từ Thể thao & Văn hóa đánh giá "Vết mưa" là một "sáng tác khá giản dị nhưng tạo được cao trào, ở đó cách nhìn cuộc sống qua lăng kính của một người trẻ được thể hiện văn minh, ca từ chắt chiu và giai điệu được sắp xếp khá có nghề, thông minh nên rất dễ tạo dấu ấn cho công chúng trẻ ngay lần nghe đầu."
Trong chương trình Bài hát yêu thích, bài hát có 4 tuần dẫn đầu bảng xếp hạng trong 5 tuần bình chọn tháng 1, đạt lượng bình chọn từ Hội đồng khán giả đại diện, lượt xem và nghe video clip cao nhất trên trang mạng của chương trình. Sau cùng, bài hát vượt mặt nhiều đối thủ khác để giành giải "Bài hát yêu thích nhất tháng 1" trong đêm 9 tháng 2 năm 2014. Dù là ứng cử viên "nóng" nhất cho hạng mục "Bài hát của năm" tại Giải Cống hiến lần thứ 9, bài hát lại để lỡ giải thưởng về tay "Tình yêu màu nắng" của tác giả Phạm Thanh Hà trong buổi lễ diễn ra ngày 22 tháng 4 năm 2014 tại Nhà hát Lớn Hà Nội. Tại lễ trao giải Làn Sóng Xanh 2014, bài hát được đề cử cho giải "Đĩa đơn của năm" trong khi Vũ Cát Tường giành giải "Nữ ca sĩ triển vọng".

## Trong văn hóa đại chúng
Vũ Cát Tường giới thiệu "Vết mưa" trong minishow Đêm thần tượng vào đêm 1 tháng 8 năm 2013. Cô trình diễn bài hát tại đêm liveshow thứ sáu của chương trình Giọng hát Việt vào ngày 17 tháng 11 năm 2013. Màn trình diễn được xem là sự "trở lại đầy thuyết phục sau một chút sa sút phong độ trong Liveshow 5" và "nhận được sự thán phục của cả khán giả lẫn các huấn luyện viên". Vũ Cát Tường còn trình bày ca khúc tại Giải Cống hiến vào ngày 22 tháng 4 năm 2014, ngay sau khi giành giải "Nghệ sĩ mới của năm".
Nhật Thủy chọn trình bày bài hát này trong tiết mục hạ màn đêm gala đầu tiên với chủ đề "Tôi là ai" của chương trình Thần tượng âm nhạc Việt Nam, mùa thứ 5 diễn ra vào đêm 12 tháng 1 năm 2014. Màn trình diễn nhận nhiều phản hồi tích cực, được mô tả "khiến cho không khí trường quay 'bùng nổ'" khi Nhật Thủy "phá vỡ lối hát mộc thông thường bằng việc kết hợp các nhạc cụ violon, guitar mang đến cảm xúc cho người nghe". Trong một cuộc bình chọn của Zing, đây là màn biểu diễn được khán giả yêu thích nhất đêm diễn với gần 13 nghìn lượt phiếu. Sau khi đoạt ngôi quán quân của cuộc thi, Nhật Thủy song ca bài hát này cùng Vũ Cát Tường trong album phòng thu đầu tay Tỉnh giấc (2015). Cả hai trình bày trực tiếp bài hát tại buổi họp báo ra mắt album vào ngày 11 tháng 3 năm 2015 và trong chương trình Nhạc hội mùa hè. Nam ca sĩ Hoàng Hải trình diễn bài hát này tại đêm chung kết chương trình Tuyệt đỉnh tranh tài diễn ra ngày 21 tháng 6 năm 2014. Trong chương trình Tôi là người chiến thắng tối 9 tháng 8 năm 2014 tại nhà thi đấu Maximark, Trấn Thành chọn trình bày lại bài hát này cùng nhạc phẩm "Mưa hồng" trong vai trò khách mời, với phần lời được đổi từ "rồi nhẹ nhàng em quay đi" sang "rồi nhẹ nhàng Hương quay đi".